# 191-я стрелковая дивизия
191-я стрелковая дивизия — воинское соединение Вооружённых Сил СССР в Великой Отечественной войне.

## История
Дивизия сформирована в Ленинградском военном округе в марте 1941 года. К началу войны дислоцируется в районе Кингисепп — Нарва — Сланцы.
В составе действующей армии с 22 июня 1941 по 9 мая 1945 года.
Была развёрнута вдоль восточного берега реки Нарвы фронтом на запад. 14 июля 1941 года была частично снята для перегруппировки, чтобы прикрыть с юга направление на Кингисепп до подхода к реке Луге частей 2-й дивизии ополчения, но не успела, именно в этот день немецкие войска и захватили плацдарм на Луге у села Ивановское. С 22 июля 1941 года дивизии подчинён полк 4-й дивизии ополчения, прибывший в Нарву и занявший позиции по реке. C 8 августа 1941 года задействована в боях за Кингисепп, в течение августа 1941 года отступает с боями на Копорье.
С 8 сентября 1941 года, в связи с возобновлением немецкого наступления, вновь участвует в тяжёлых боях в районе Елагино, имея перед собой части 291-й пехотной дивизии, отступает по направлению Ропша — Петергоф. C 15 сентября 1941 года участвует в контрударе в направлении на Красное Село, но откатилась обратно к Петергофу и далее к Ораниенбауму. За это время дивизии был подчинён, а потом и влит в неё батальон Ново-Петергофского училища НКВД. 26 сентября — 27 сентября 1941 года действует в ходе наступления войск 8-й армии с целью выхода на рубеж Коровино — Туюзи — Троицкое. 1 октября 1941 вновь переходит в наступление с ближайшей задачей овладеть населёнными пунктами Большой Симонгонт, Знаменка, а затем наступать на Разбегай. С 15 по 18 октября 1941 года судами Балтийского флота из Ораниенбаума переброшена в Ленинград.
24 октября 1941 года погружена на рейдах Морье и Осиновец переброшена судами Ладожской военной флотилии на восточный берег Ладожского озера, и к концу октября 1941 года сосредоточилась в районе Матвеевская Харчевня (Харчевня) — Ситомля в сорока километрах юго-западнее Тихвина. К исходу 30 октября 1941 года дивизизия под ударом была вынуждена оставить Ситомлю, с 1 ноября 1941 года участвует в контрударе в направлении Будогощь — Грузино и 5 ноября 1941 года под ударом трёх немецких дивизий стала отходить на восток. Насчитывала в своём составе на тот момент около тысячи солдат. К 8 ноября 1941 года вошла в состав Восточной оперативной группы 4-й армии, к 10 ноября 1941 года заняла оборону по северному берегу реки Шомушка, прикрыв дорогу на Лодейное Поле.
11 ноября 1941 года перешла в наступление совместно с 44-й стрелковой дивизией при поддержке танков 46-й танковой бригады, отбросила вражеские войска на 12—13 километров, продвинувшись к северной окраине Тихвина, к 14-15 ноября 1941 года дивизия вышла на расстояние 5—6 километров от города. С декабря 1941 года дивизия вновь переходит в наступление и действуя совместно с 65-й стрелковой дивизией, прорвав полосу заграждений в пригородных районах, вплотную подошла к Тихвину. В ночь на 9 декабря 1941 года штурмует Тихвин с северо-востока, и выбивает противника из города. За героическое освобождение Тихвина награждена орденом Боевого Красного Знамени и стала называться Краснознамённая. В ходе отступления немецких войск от Тихвина, наносит удар с фланга по 21-й пехотной дивизии, наступает в направлении Малой Вишеры
25 января 1942 года была передана из состава 4-й армии в состав 2-й ударной армии для участия в Любаньской операции, в ночь на 2 февраля 1942 года выходила к Кривино. Введена в прорыв войск 2-й ударной армии в районе Мясного Бора. 5 февраля 1942 года сменила на позициях 104-й кавалерийский полк в районе деревни Червино.
В середине февраля 1942 года вместе с 53-й и 57-й стрелковыми бригадами вошла в Северную оперативную группу генерала П. Ф. Привалова, и действовала по направлению на восток по линии Кривино, Ручьи, Червинская Лука. Однако наступление войск группы оказалось безуспешным. Дивизия, используя успех 80-й кавалерийской дивизии, была в составе 546-го и 552-го стрелковых полков без артиллерии, миномётов и обозов направлена в тыл противника для захвата посёлка и станции Померанье на железной дороге Москва — Ленинград в 5 километрах юго-восточнее Любани с задачей ночной атакой захватить посёлок, затем организовать прочную круговую оборону и не допустить движения противника по шоссе и железной дороге Чудово — Ленинград. К 20 февраля 1942 года дивизия (точнее часть, без 559-го стрелкового и 484-го артиллерийского полков, 8-го истребительного противотанкового дивизиона и 15-го медико-санитарного батальона) сосредоточилась в лесу в полутора километрах северо-западнее деревни Дубовое. В ночь на 21 февраля 1942 года дивизия скрытно перешла линию фронта, пересекла дорогу Апраксин Бор — Любань и углубилась в лес.
В ночь на 22 февраля 1942 года дивизия двинулась на Померанье, но при выходе из леса была обнаружена самолётом-разведчиком, который навёл на дивизию артиллерию противника. Обстрел вызвал большие потери убитыми и ранеными, более того, была разбита единственная рация и связь с войсками была потеряна. Дивизия вновь отошла в лес, и к 27 февраля 1942 года дивизия тремя самостоятельными группами стала выходить из окружения. Понесла большие потери, в том числе не смог выйти из окружения штаб дивизии и до сей поры числится пропавшим без вести.
До конца весны 1942 года значительно ослабленная дивизия находилась в составе войск Волховского фронта, действовавших в так называемом Любанском выступе, и вместе с ними попала в новое кольцо окружения в марте-апреле 1942 года. Участвовала в операции по выводу из окружения 2-й ударной армии.
Из докладной записки начальника особого отдела НКВД Волховского фронта старшего майора госбезопасности Мельникова «О срыве боевой операции по выводу войск 2-й Ударной армии из вражеского окружения»

В это же время противник, наступая на участке 1236-го стрелкового полка 372-й стрелковой дивизии, прорвав слабую оборону, расчленил второй эшелон резервной 191-й стрелковой дивизии, вышел на узкоколейную железную дорогу в районе отметки 40,5 и соединился с наступающими частями с юга.
Командир 191-й стрелковой дивизии неоднократно ставил вопрос перед командующим 59-й армией генерал-майором Коровниковым о необходимости и целесообразности вывода 191-й стрелковой дивизии к Мясному Бору с тем, чтобы создать прочную оборону по северной дороге.

Коровников мер не принял, и 191-я стрелковая дивизия, бездействуя и не возводя оборонительных сооружений, осталась стоять в болоте.— http://generalvlasov.ru/documents/zapiska-o-srive-boevoi-operacii-voisk-2-udarnoi-armii.html
К 1 июня 1942 года остатки дивизии были выведены из кольца окружения и дивизия направлена на восстановление.
В ходе операции по прорыву блокады Ленинграда введена в бой вторым эшелоном 14 января 1943 года, в этот же день заняла Рабочий посёлок № 7 и завязала бой за станцию Синявино. Ведёт бои под Синявино в течение 1943 года.
В ходе Ленинградско-Новгородской операции наступает севернее Новгорода, 16 января 1944 года штурмует деревню Чечулино, затем развивает наступление на Медведково, отличилась при освобождении Новгорода, за освобождение Новгорода награждена почётным званием Новгородская. Затем наступает на Уторгош. В марте 1944 года отведена в резерв фронта и затем поступила в состав 2-й ударной армии, в течение лета 1944 года (до конца июля 1944 года) ведёт бои на Нарвском оборонительном рубеже.
В соответствии с Директивой штаба Ленинградского фронта № 79/ОП от 14.07.1944 дивизия 25-26 июля 1944 года на фронте в три километра форсирует Нарву с задачей прорыва обороны противника на западном берегу реки, на фронте Рийги, Васа (приблизительно в 6 километрах западнее Нарвы), в дальнейшем перед дивизией стояла задача отражать контратаки и развить наступление на Нарву. В ходе наступления дивизию, идущую в первом эшелоне, поддерживали 194-й миномётный полк и 760-й истребительно-противотанковый артиллерийский полк, 230-й гвардейский миномётный полк реактивной артиллерии, а также артиллерия 7-й стрелковой дивизии. Дивизия сумела форсировать реку, прорвать позиции и завоевать плацдарм на реке, продолжила наступление к Нарве и после освобождения в этот же день города отведена в резерв в Гдов.
С 16 августа 1944 года, в ходе Тартуской операции, после соответствующей подготовки, проводит десантную операцию через Тёплое озеро в районе Мехикоорма.
Силами 25-й отдельной бригады речных кораблей Краснознамённого Балтийского флота из устья реки Зельцы и Пнево подразделения дивизии без потерь на воде были переправлены на западный берег озера, и разбив части 207-й охранной дивизии и эстонских 1-го и 5-го полков пограничной охраны, расширила плацдарм. Десантная группа освободила населённые пункты Йыэпера, Каласааре, Пихусте, Кюка и к вечеру 16 августа вела бои вблизи Лаане, Хаава-метса и Араву, продолжая продвигаться с боями в западном направлении. Дивизия достигла реки Ахья и уничтожив противника на восточном берегу, форсировали реку и продолжали наступление в направлении Вынну, после того дивизия продолжила наступление и вышла на рубеж Соотага — Пяксте. На 24 августа 1944 года дивизия, освободив Аардлапалу, приблизилась к Хааслава.
В сентябре 1944 года наступает на Ригу с северо-востока. 13 октября 1944 года, дивизия, обойдя Кишэзерс с севера (высадив небольшой десант через Кишэзерс на рыбацких лодках), повернула к Риге. Действуя в авангарде корпуса, дивизия в районе Зиемельблазма разгромила 547-й немецкий пехотный полк, чьи остатки сдались в плен вместе с начальником штаба части. После освобождения Риги дивизия передана в 4-ю ударную армию, вела бои в районах Мажейкяй — Ауце, в конце ноября 1944 года выведена в резерв, в декабре 1944 переброшена в Польшу.
Принимает участие в Восточно-Прусской наступательной операции, наступая из района Ломжа на Щучин, затем на Иоаханнисбург. В конце января 1945 года выведена в резерв, переброшена севернее Быдгоща и оттуда наступает в ходе Восточно-Померанской наступательной операции на Черск
В ночь на 17 февраля дивизия форсирует реку реку Шварцвассер в районе деревни Сауермюле и занимает Оше — сильный опорный пункт на пути к Черску. 18-21 февраля 1945 ведёт бои за населённые пункты Линек и Гловка в 60 километрах севернее Быдгоща. На 7 марта 1945 года преследуя противника, отходившего вдоль шоссе Берент, Скорцево, Штендзитц, была остановлена организованным сопротивлением врага на рубеже в полутора километрах южнее Штендзитца, к 9 марта 1945 года, обходным манёвром сумела прорвать оборону противника, к концу марта вышла к Данцигу.
В ходе Берлинской наступательной операции форсирует Одер южнее Гарца, продолжив наступление, вышла к Эльбе в районе Людвигслуста.
Расформирована согласно директиве Ставки ВГК № 11 095 от 29 мая 1945 года.

## Полное название
191-я стрелковая Новгородская Краснознамённая дивизия

## Состав
- 546-й стрелковый Краснознамённый полк

 (5 апреля 1945 года — за овладение городом Черск)
- 552-й стрелковый Краснознамённый ордена Суворова полк

 (26 апреля 1945 года — за овладение городами Бытув и Косьцежина)
 (4 июня 1945 года — за овладение городами городами Эггезин, Торгелов, Пазевальк, Штрасбург, Темплин)
- 559-й стрелковый Нарвский ордена Суворова полк

 (4 июня 1945 года — за овладение городами Штеттин, Гартц, Пенкун, Казеков, Шведт)
- 1081-й артиллерийский полк  (484-й лёгкий артиллерийский полк)
- 504-й гаубичный артиллерийский полк (до 16.10.1941)
- 8-й отдельный истребительно-противотанковый ордена Александра Невского дивизион

 (4 июня 1945 года — за овладение городами Анклам, Фридланд, Нойбранденбург, Лихен)
- 330-й отдельный сапёрный ордена Красной Звезды батальон

 (4 июня 1945 года — за овладение городами Анклам, Фридланд, Нойбранденбург, Лихен)
- 554-й отдельный батальон связи (54-я отдельная рота связи)
- 15-й медико-санитарный батальон
- 253-я отдельная разведывательная рота (253-й отдельный разведывательный батальон)
- 176-я отдельная рота химической защиты
- 237-я автотранспортная рота (293-й автотранспортный батальон)
- 82-я (268-я) полевая хлебопекарня (343-й полевой автохлебозавод)
- 152-й (491-й) дивизионный ветеринарный лазарет
- 72417-я (726-я, 29165-я) полевая почтовая станция
- 566-я полевая касса Госбанка

## Подчинение
| Дата            | Фронт (округ)                                              | Армия                         | Корпус                  | Примечания                                                             |
| --------------- | ---------------------------------------------------------- | ----------------------------- | ----------------------- | ---------------------------------------------------------------------- |
| 22.06.1941 года | Ленинградский военный округ                                | -                             | -                       | -                                                                      |
| 01.07.1941 года | Северный фронт                                             | -                             | -                       | -                                                                      |
| 10.07.1941 года | Северный фронт                                             | Лужская оперативная группа    | -                       | -                                                                      |
| 01.08.1941 года | Северный фронт                                             | Кингисеппский участок обороны | -                       | -                                                                      |
| 01.09.1941 года | Ленинградский фронт                                        | 8-я армия                     | -                       | -                                                                      |
| 01.10.1941 года | Ленинградский фронт                                        | 8-я армия                     | -                       | -                                                                      |
| 01.11.1941 года | -                                                          | 4-я отдельная армия           | -                       | -                                                                      |
| 01.12.1941 года | -                                                          | 4-я отдельная армия           | -                       | -                                                                      |
| 01.01.1942 года | Волховский фронт                                           | 4-я армия                     | -                       | -                                                                      |
| 01.02.1942 года | Волховский фронт                                           | 2-я ударная армия             | -                       | -                                                                      |
| 01.03.1942 года | Волховский фронт                                           | 2-я ударная армия             | -                       | -                                                                      |
| 01.04.1942 года | Волховский фронт                                           | 2-я ударная армия             | -                       | -                                                                      |
| 01.05.1942 года | Ленинградский фронт (Группа войск Волховского направления) | 2-я ударная армия             | -                       | -                                                                      |
| 01.06.1942 года | Ленинградский фронт (Волховская группа войск)              | 59-я армия                    | -                       | -                                                                      |
| 01.07.1942 года | Волховский фронт                                           | 59-я армия                    | -                       | -                                                                      |
| 01.08.1942 года | Волховский фронт                                           | 59-я армия                    | -                       | -                                                                      |
| 01.09.1942 года | Волховский фронт                                           | 2-я ударная армия             | -                       | -                                                                      |
| 01.10.1942 года | Волховский фронт                                           | -                             | -                       | -                                                                      |
| 01.11.1942 года | Волховский фронт                                           | 2-я ударная армия             | -                       | -                                                                      |
| 01.12.1942 года | Волховский фронт                                           | 2-я ударная армия             | -                       | -                                                                      |
| 01.01.1943 года | Волховский фронт                                           | -                             | -                       | -                                                                      |
| 01.02.1943 года | Волховский фронт                                           | 2-я ударная армия             | -                       | -                                                                      |
| 01.03.1943 года | Ленинградский фронт                                        | 2-я ударная армия             | -                       | -                                                                      |
| 01.04.1943 года | Волховский фронт                                           | 59-я армия                    | -                       | -                                                                      |
| 01.05.1943 года | Волховский фронт                                           | 59-я армия                    | -                       | -                                                                      |
| 01.06.1943 года | Волховский фронт                                           | 59-я армия                    | -                       | -                                                                      |
| 01.07.1943 года | Волховский фронт                                           | 59-я армия                    | -                       | -                                                                      |
| 01.08.1943 года | Волховский фронт                                           | 59-я армия                    | -                       | -                                                                      |
| 01.09.1943 года | Волховский фронт                                           | 59-я армия                    | 14-й стрелковый корпус  | -                                                                      |
| 01.10.1943 года | Волховский фронт                                           | 59-я армия                    | 14-й стрелковый корпус  | -                                                                      |
| 01.11.1943 года | Волховский фронт                                           | 59-я армия                    | 14-й стрелковый корпус  | -                                                                      |
| 01.12.1943 года | Волховский фронт                                           | 59-я армия                    | 14-й стрелковый корпус  | -                                                                      |
| 01.01.1944 года | Волховский фронт                                           | 59-я армия                    | 14-й стрелковый корпус  | -                                                                      |
| 01.02.1944 года | Ленинградский фронт                                        | 8-я армия                     | 7-й стрелковый корпус   | -                                                                      |
| 01.03.1944 года | Ленинградский фронт                                        | -                             | 14-й стрелковый корпус  | -                                                                      |
| 01.04.1944 года | Ленинградский фронт                                        | 2-я ударная армия             | -                       | -                                                                      |
| 01.05.1944 года | Ленинградский фронт                                        | 2-я ударная армия             | 43-й стрелковый корпус  | -                                                                      |
| 01.06.1944 года | Ленинградский фронт                                        | 2-я ударная армия             | 43-й стрелковый корпус  | -                                                                      |
| 01.07.1944 года | Ленинградский фронт                                        | 2-я ударная армия             | -                       | -                                                                      |
| 01.08.1944 года | Ленинградский фронт                                        | 8-я армия                     | 112-й стрелковый корпус | с 17 августа 1944 года в составе 116-го стрелкового корпуса 67-й армии |
| 01.09.1944 года | 3-й Прибалтийский фронт                                    | -                             | -                       | -                                                                      |
| 01.10.1944 года | 3-й Прибалтийский фронт                                    | 67-я армия                    | 111-й стрелковый корпус | -                                                                      |
| 01.11.1944 года | 1-й Прибалтийский фронт                                    | 4-я ударная армия             | 84-й стрелковый корпус  | -                                                                      |
| 01.12.1944 года | 1-й Прибалтийский фронт                                    | -                             | -                       | -                                                                      |
| 01.01.1945 года | 2-й Белорусский фронт                                      | 50-я армия                    | 69-й стрелковый корпус  | -                                                                      |
| 01.02.1945 года | 2-й Белорусский фронт                                      | 50-я армия                    | -                       | -                                                                      |
| 01.03.1945 года | 2-й Белорусский фронт                                      | 49-я армия                    | 70-й стрелковый корпус  | -                                                                      |
| 01.04.1945 года | 2-й Белорусский фронт                                      | 49-я армия                    | -                       | -                                                                      |
| 01.05.1945 года | 2-й Белорусский фронт                                      | 49-я армия                    | 121-й стрелковый корпус | -                                                                      |

## Командиры
- Лукьянов, Дмитрий Акимович (05.04.1941 — 02.11.1941), полковник
- Виноградов, Павел Семёнович (05.11.1941 — 21.12.1941), полковник
- Лебедев, Тимофей Васильевич (22.12.1941 — 26.01.1942), генерал-майор (погиб, похоронен в г. Малая Вишера 26.01.1942)
- Старунин, Александр Иванович (27.01.1942 — 21.02.1942), полковник (считается пропавшим без вести с 21.02.1942, попал в плен 07.03.1942[11])
- Коркин, Николай Петрович (25.02.1942 — 15.05.1942), полковник (отстранён за пьянство)
- Артеменко, Николай Иванович (16.05.1942 — 05.09.1942), подполковник (погиб, похоронен 05.09.1942 в братском воинском захоронении — деревня Васильково[12])
- Перевозников, Мирон Иванович (15.09.1942 — 22.09.1942), подполковник
- Грецов, Виктор Никитович (23.09.1942 — 02.11.1942), подполковник
- Потапов, Павел Андреевич (03.11.1942 — 20.01.1943), полковник
- Бураковский, Иван Николаевич (21.01.1943 — 26.08.1944), полковник, с 16.10.1943 генерал-майор
- Цыганков, Алексей Яковлевич (27.08.1944 — 26.09.1944), полковник
- Ляскин, Григорий Осипович (27.09.1944 — 20.03.1945), генерал-майор
- Шепель, Георгий Андреевич (21.03.1945 — 09.05.1945), полковник.

## Награды и наименования
| Награда (наименование)               | Дата       | За что награждена |
| ------------------------------------ | ---------- | --- |
| Орден Красного Знамени               | 17.12.1941 | награждена указом Президиума Верховоного Совета СССР от 17 декабря 1941 года за образцовое выполнение боевых заданий командования на фронте борьбы с немецкими захватчиками и проявленные при этом доблесть и мужество (Тихвинская операция ?) |
| Почетное наименование «Новгородская» | 21.01.1944 | присвоено приказом Верховного Главнокомандующего № 09 от 21 января 1944 года за отличие в боях при освобождении Новгорода |

## Отличившиеся воины дивизии
| Награда | Ф. И. О.                      | Должность                                                                | Звание  | Дата награждения | Примечания       |
| ------- | ----------------------------- | ------------------------------------------------------------------------ | ------- | ---------------- | ---------------- |
|         | Голодных, Александр Гордеевич | командир расчёта 45-мм орудия 552-го стрелкового полка                   | сержант | 24.02.1945       | погиб 24.02.1945 |
|         | Соломенников, Ефим Иванович   | командир стрелкового отделения 546-го стрелкового полка                  | сержант | 24.03.1945       | -                |
|         | Яроцкий, Иван Архипович       | командир отделения разведки батареи 76-мм пушек 559-го стрелкового полка | сержант | 07.06.1968       |                  |